# Gynacantha francesca
Gynacantha francesca är en trollsländeart som först beskrevs av Martin 1909.  Gynacantha francesca ingår i släktet Gynacantha och familjen mosaiktrollsländor. Inga underarter finns listade i Catalogue of Life.